# Fountoukodasi Pitsilias
Fountoukodasi Pitsilias este o arie protejată (arie specială de conservare — SAC, sit de importanță comunitară — SCI, arie de protecție specială avifaunistică — SPA) din Cipru întinsă pe o suprafață de 127,27 ha, integral pe uscat.

## Localizare
Centrul sitului Fountoukodasi Pitsilias este situat la coordonatele 34°56′55″N 33°02′14″E / 34.9486°N 33.0372°E.

## Înființare
Situl Fountoukodasi Pitsilias a fost declarat arie de protecție specială avifaunistică în decembrie 2002 pentru a proteja 64 de specii de animale. Alte tipuri de protecție:
- sit de importanță comunitară (în septembrie 2006)
- arie specială de conservare (în septembrie 2015)[1][2][3]

## Biodiversitate
Situată în ecoregiunea mediteraneană, aria protejată conține 6 habitate naturale: Sarcopoterium spinosum phryganas, Păduri de Cupressus (Acero-Cupression), Păduri de Platanus orientalis și Liquidambar orientalis (Platanion orientalis), Tufărișuri și vegetație forestieră joasă cu Quercus alnifolia, Păduri cu Quercus infectoria (Anagyro foetidae-Quercetum infectoriae), Păduri de pin mediteraneene cu pini mezogeni endemici.
La baza desemnării sitului se află mai multe specii protejate:
- păsări (63): uliu păsărar (Accipiter nisus), fluierar de munte (Actitis hypoleucos), rață pitică (Anas crecca), fâsă de luncă (Anthus pratensis), fâsă de pădure (Anthus trivialis), lăstunul mare (Apus apus), Aquila fasciata, stârc cenușiu (Ardea cinerea), șorecar mare (Buteo rufinus), fugaci mic (Calidris minuta), caprimulg (Caprimulgus europaeus), rândunică roșcată (Cecropis daurica), erete de stuf (Circus aeruginosus), erete cenușiu (Circus pygargus), Clamator glandarius, botgros (Coccothraustes coccothraustes), cuc (Cuculus canorus), egretă mică (Egretta garzetta), Emberiza caesia, Emberiza melanocephala, măcăleandru (Erithacus rubecula), Falco eleonorae, șoim călător (Falco peregrinus), vânturel de seară (Falco vespertinus), cinteză (Fringilla coelebs), becațină comună (Gallinago gallinago), găinușă de baltă (Gallinula chloropus), rândunică (Hirundo rustica), Iduna pallida, stârc pitic (Ixobrychus minutus), capîntortură (Jynx torquilla), sfrânciocul cu frunte neagră (Lanius minor), Lanius nubicus, ciocârlie de pădure (Lullula arborea), privighetoare (Luscinia megarhynchos), prigoare (Merops apiaster), codobatură galbenă (Motacilla alba), codobatură de munte (Motacilla cinerea), muscar sur (Muscicapa striata), Oenanthe cypriaca, grangur (Oriolus oriolus), vrabie negricioasă (Passer hispaniolensis), Periparus ater cypriotes, codroș de munte (Phoenicurus ochruros), codroșul de pădure (Phoenicurus phoenicurus), pitulice de munte (Phylloscopus collybita), mărăcinar negru (Saxicola torquatus), sitar de pădure (Scolopax rusticola), scatiu (Spinus spinus), turturică (Streptopelia turtur), silvie cu cap negru (Sylvia atricapilla), silvie de zăvoi (Sylvia borin), silvie de câmp (Sylvia communis), Sylvia melanothorax, Sylvia ruppeli, corcodel mic (Tachybaptus ruficollis), fluierarul de zăvoi (Tringa ochropus), sturzul viilor (Turdus iliacus), mierlă (Turdus merula), sturz-cântător (Turdus philomelos), sturz (Turdus pilaris), sturzul de vâsc (Turdus viscivorus), pupăză (Upupa epops)
- mamifere (1): Rousettus aegyptiacus

Pe lângă speciile protejate, pe teritoriul sitului au mai fost identificate 3 specii de plante, 9 specii de păsări, 2 specii de amfibieni, 1 specie de mamifere, 3 specii de nevertebrate, 5 specii de reptile.